# València franquista
Entre el 1939 i el 1978, València vivia quaranta anys de govern autocràtic, conegut com a la València franquista. Aquests anys canviaria radicalment la ciutat i la societat civil.
L'adveniment de la Dictadura de Franco va provocar un canvi radical: es van prohibir els partits polítics, es va iniciar una severa repressió ideològica, l'Administració va recuperar les competències anteriors a la guerra i l'Església va encapçalar el rearmament moral de la societat. L'autarquia econòmica va provocar una profunda crisi i el desabastiment dels mercats: els racionaments i l'estraperlo es van imposar durant més d'una dècada. Damunt de desgràcies, el 14 d'octubre de 1957 el Túria es va desbordar en la pitjor riuada de la seua història.
Al començament dels seixanta es va iniciar la recuperació econòmica i València va viure un espectacular creixement demogràfic a causa de la immigració i l'execució d'importants obres urbanístiques i d'infraestructures. Aquesta immigració, provinent sobretot de les localitats espanyoles d'Albacete, Conca i Terol representaria un auge important de castellanoparlants que no comprenien el català, el qual potenciaria un nou monolingüisme contra el ja establert bilingüisme de la ciutat.
Es va posar en marxa el Pla Sud per a construir un curs alternatiu al riu Túria que evitara futurs desbordaments, es van millorar els accessos i es van iniciar reformes interiors, de manera que va canviar la fisonomia d'algunes places destacades (com la de l'Ajuntament o la de la Reina) i es van obrir carrers (Poeta Querol). La ciutat va créixer, es van dissenyar nous barris a la perifèria i es van traçar noves avingudes. El ritme de vida va canviar: va arribar el sis-cents i la televisió, símbols d'un nou consumerisme.